# الجريمة في مدينة الفاتيكان
تتكون الجريمة في مدينة الفاتيكان إلى حد كبير من سرقة الحقائب والنشل والسرقة من المتاجر التي يرتكبها السياح ضد سياح آخرين.  تُعد حركة المشاة السياحية في ساحة القديس بطرس أحد المواقع الرئيسية للنشالين في مدينة الفاتيكان. 

## الجرائم البسيطة الفردية
يؤدي الحجم الصغير للغاية لمدينة الفاتيكان إلى بعض التناقضات الإحصائية. يزور الدوة المدينة 18 مليون زائر  كل عام، والجريمة الأكثر شيوعًا هي السرقة البسيطة - خطف المحفظة، والنشل، وسرقة المتاجر - والتي يرتكبها ويعاني منها عادةً الغرباء.
وبناءً على تعداد سكاني بلغ 455 نسمة في عام 1992، فإن الجرائم المدنية البالغ عددها 397 في ذلك العام تمثل معدل جريمة يبلغ 0.87 جريمة للفرد، مع 608 جريمة جنائية أو 1.33 للفرد. 

## الشرطة

### قوات الشرطة
فيلق الدرك في الفاتيكان هو قوات الدرك، أو قوة الشرطة والأمن، التابعة لمدينة الفاتيكان والممتلكات خارج الإقليم التابعة للكرسي الرسولي. 
يتولى الفيلق مسؤولية الأمن والنظام العام ومراقبة الحدود ومراقبة حركة المرور والتحقيق الجنائي وغيرها من واجبات الشرطة العامة في مدينة الفاتيكان بما في ذلك توفير الأمن للبابا خارج مدينة الفاتيكان. يبلغ عدد أفراد الفيلق 130 فردًا وهو جزء من إدارة خدمات الأمن والدفاع المدني (التي تضم أيضًا فيلق إطفاء الفاتيكان)، وهو أحد أجهزة محافظة مدينة الفاتيكان.  
في حين أن الحرس السويسري البابوي مسؤول عن حماية البابا والقصر الرسولي.  

### التعاون مع الحكومة الإيطالية
وفقًا للمادة 3 من معاهدة لاتيران لعام 1929 بين الكرسي الرسولي وإيطاليا، فإن ساحة القديس بطرس، على الرغم من كونها جزءًا من دولة مدينة الفاتيكان، تخضع عادةً لدوريات الشرطة الإيطالية، حتى الدرجات المؤدية إلى البازيليكا ولكن لا تشملها. 
تنص المادة 22 من معاهدة لاتيران على أن الحكومة الإيطالية، بناء على طلب الكرسي الرسولي، تسعى إلى مقاضاة واحتجاز المشتبه بهم جنائياً، على نفقة الفاتيكان. 
لا يوجد في الفاتيكان نظام سجون، باستثناء عدد قليل من الزنازين المخصصة للاحتجاز قبل المحاكمة. يقضي الأشخاص المحكوم عليهم بالسجن من قبل مدينة الفاتيكان فترة سجنهم في السجون الإيطالية، وتتحمل مدينة الفاتيكان التكاليف.

### إلغاء عقوبة الإعدام (1969)
في عام 1969، ألغت دولة الفاتيكان عقوبة الإعدام. وقد تم تصور ذلك في التشريع الذي اعتمدته مدينة الفاتيكان في عام 1929 بناءً على القانون الإيطالي، ولكن لم يتم ممارسة هذه السلطة مطلقًا.

### إنشاء منصب المدعي العام الرئيسي (2020)
في 16 مارس 2020، أصدر البابا فرنسيس تشريعًا عامًا يتطلب تعيين رئيس لمكتب تعزيز العدالة (مكتب المدعي العام)، ويضع إجراءً موحدًا للإجراءات التأديبية المحتملة ضد المحامين المعتمدين. 

## حوادث بارزة

### محاولة اغتيال
وقد وقعت بعض الأحداث الإجرامية الكبرى في العقود الأخيرة داخل أراضي الفاتيكان. في 13 مايو 1981، تعرض البابا يوحنا بولس الثاني لمحاولة اغتيال على يد محمد علي أغجا. وقد أدت هذه الحادثة إلى التركيز بشكل أكبر على الأدوار الوظيفية غير الاحتفالية التي يضطلع بها الحرس السويسري. وتضمن ذلك تعزيز التدريب على القتال غير المسلح واستخدام الأسلحة الصغيرة. الأسلحة الصغيرة هي نفس الأسلحة المستخدمة في الجيش السويسري.

### مقتل الحرس السويسري
في الرابع من مايو 1998، شهد الحرس السويسري واحدة من أعظم فضائحه منذ أكثر من مائة عام عندما قُتل قائد الحرس، ألويس إسترمان، في ظروف غامضة في مدينة الفاتيكان. وبحسب الرواية الرسمية للفاتيكان، قُتل إيسترمان وزوجته جلاديس ميزا روميرو على يد الحارس السويسري الشاب سيدريك تورناي، الذي انتحر فيما بعد. وقد تم تعيين إيسترمان قائدًا للحرس السويسري في نفس اليوم.

### فضيحة بنك الفاتيكان
وكان بنك الفاتيكان هو المساهم الرئيسي في بنك أمبروزيانو. تم توجيه الاتهام إلى رئيس الأساقفة بول مارسينكوس، رئيس معهد الأعمال الدينية من عام 1971 إلى عام 1989. في إيطاليا عام 1981 كمتعاون في انهيار بنك أمبروزيانو بقيمة 3.5 مليار دولار، وهي واحدة من الفضائح المالية الكبرى بعد الحرب. اتُهم بنك أمبروزيانو بغسل أموال المخدرات لصالح المافيا الصقلية.

### سرقة وثائق سرية
فضيحة تسريبات الفاتيكان    هي فضيحة تتعلق بوثائق الفاتيكان المسربة، والتي يُزعم أنها تكشف عن الفساد.
وقد خرجت الفضيحة إلى النور لأول مرة في يناير 2012، عندما نشر الصحفي الإيطالي جيانلويجي نوتزي رسائل من كارلو ماريا فيجانو، الذي كان يشغل في السابق المرتبة الثانية بين مسؤولي الفاتيكان لدى البابا، حيث توسل فيها إلى البابا ألا ينقل بسبب كشفه عن فساد مزعوم كلف الكرسي الرسولي ملايين الدولارات في أسعار عقود أعلى. تم تعيين فيجانو في وقت لاحق سفيرًا بابويًا لدى الولايات المتحدة. في 13 أغسطس 2012، وجه قضاة الفاتيكان اتهامات إلى باولو جابرييل، كبير الخدم البابوي، بالسرقة المشددة. 
في 6 أكتوبر، أُدين غابرييل وحُكم عليه بعقوبة مخففة لمدة 18 شهرًا. كما أمرت المحكمة غابرييل بدفع النفقات القانونية. 
ومع ذلك، وفي انحراف عن الترتيب المعتاد الذي يرسل السجناء المدانين لقضاء فترة عقوبتهم في سجن إيطالي، قضى غابرييل عقوبته في زنزانة احتجاز داخل ثكنات شرطة الفاتيكان.  وقد عفا عنه البابا بندكت السادس عشر في 22 ديسمبر 2012. 

### محاكمة الاعتداء الجنسي
في 14 أكتوبر 2020، بدأت أول محاكمة جنائية على الإطلاق للاعتداء الجنسي في مدينة الفاتيكان، وتشمل كاهنًا متهمًا بالاعتداء الجنسي على طالب سابق في معهد القديس بيوس العاشر للشباب بين عامي 2007 و2012 وآخر للمساعدة والتحريض على الاعتداء.   كان المتهم المسيء، القس غابرييل مارتينيلي، 28 عامًا، طالبًا في معهد ديني وأصبح منذ ذلك الحين كاهنًا.  المتهم الآخر هو القس إنريكو راديس، رئيس المدرسة السابق البالغ من العمر 72 عامًا، والذي يواجه اتهامات بالمساعدة والتحريض على الإساءة المزعومة. 